# امیل دوواتین
امیل دوواتین (فرانسوی:  Émile Dewoitine‎) (زاده ۲۶ سپتامبر ۱۸۹۲ – درگذشته ۵ ژوئیه ۱۹۷۹) یکی از فعالین صنعت هوایی اهل فرانسه بود.امیل دوواتین در کرپی زان لاواونه فرانسه متولد شد، با کار در
 لاتکوئر در طول جنگ جهانی اول وارد صنعت هوانوردی شد. در سال ۱۹۲۰، او شرکت خود را تأسیس کرد، اما در کشور خود به موفقیت کمی دست یافت، وی سپس به سوئیس رفت، جایی که جنگنده دوواتین دی. ۲۷ وی برای خدمت عملیاتی پذیرفته شد. در سال ۱۹۳۱، دوواتین به فرانسه بازگشت و شرکت هوانوردی فرانسوی – هواپیمایی دوواتین (فرانسوی:  Société Aéronautique Française - Avions Dewoitine‎)را بنیان‌گذاری نمود. در طول دهه ۱۹۳۰، در کارخانه‌های دوواتین در تولوز، چندین هواپیمای قابل توجه از جمله  دووایتین دی-۵۰۰، اولین جنگنده کاملاً فلزی و تک هواپیما نیروی هوایی فرانسه، و همچنین هواپیمای مسافربری دووایتین دی-۳۳۸ تولید شدند. در سال ۱۹۳۶، بخشی از صنعت هوانوردی فرانسه ملی شد و کارخانه‌های دوواتین به شرکت ملی سازه‌های هوایی جنوب (فرانسوی: Société nationale des constructions aéronautiques du Midi}‎) به اختصار SNCAM ملحق شد. در طی نبرد فرانسه در سال ۱۹۴۰،  دووایتین دی-۵۲۰ بهترین هواپیمای جنگنده فرانسه بود.

## جتگ جهانی دوم
پس از تهاجم موفقیت‌آمیز آلمان به فرانسه در سال ۱۹۴۰ که با پیمان آتش‌بس با آلمان و ایجاد دولت ویشی منجر شد. دوواتین برای مدت کوتاهی تلاش کرد تاکسب و کاری را در ایالات متحده راه اندازی نماید. این امر باعث شد که او به اتهام خیانت در دولت ویشی محاکمه شود.دوواتین با پیوستن به شرکت صنایع هوانوردی (فرانسوی: Société Industrielle pour l'Aéronautique‎) به اختصار SIPA مجدداً به کار با بازگشت که پس از توافق بین دولت ویشی و مقامات آلمانی، هواپیماهای آموزشی شده برای لوفت‌وافه را تولید می‌نمود، از جمله هواپیمای منشعب شده از آرادو آر ۹۶، که بعداً به عنوان SIPA S.10 شناخته شد.

## دوران تبعید پس از جنگ
پس از آزادی فرانسه، دوواتین که به اتهام همدستی با دشمن متهم شده بود، به اسپانیا گریخت و در آنجا هواپمیمایی منشعب شده از دی.۵۲۰ را برای ایسپانو آویاسیون (اسپانیایی:  Hispano Aviación‎) توسعه داد. وی بعداً به آرژانتین رفته و در آنجا به خدمت
صنایع هوایی نظامی (اسپانیایی:  Industria Aeronáutica Militar‎)درآمده و هواپیمای پولکی-۱، اولین هواپیمای جت ساخت آمریکای جنوبی، و Colibrí، یک هواپیمای آموزشی را توسعه داد. در فرانسه، دوواتین در سال ۱۹۴۸ به‌طور غیابی به ۲۰ سال کار اجباری محکوم شد. وی در دوران بازنشستگی خود در سوئیس اقامت گزید. هنگامی که محکومیت وی شامل قانون مرور زمان، به فرانسه بازگشت و تا پایان زندگی خود در تولوز به ادامه حیات داد.